# Фоли-Бержер
«Фоли-Бержер» (фр. Folies Bergère; в переводе Безумие пастушки) — знаменитое варьете и кабаре в Париже. Находится по адресу улица Рише 32 (фр. Rue Richer, 9-й округ). С 1890 по 1920 годы пользовалось большой популярностью. В наши дни кабаре также работает. Здание было построено как оперный зал архитектором Плюмере. Фасад обновлен Морисом Пико в 1929 году в стиле ар-деко.
2 мая 1869 года заведение открылось под именем «Фоли Тревиз» (фр. Folies Trévise; варьете находится на углу рю де Тревиз). Название заведения переводится на русский как «в листве Тревиз» (от лат. folia — листья), подразумевая тем самым место, где, скрывшись от назойливых взглядов, можно было предаться веселью и наслаждениям. 13 сентября 1872 года его переименовали в «Фоли-Бержер» в честь соседней улицы Бержер.

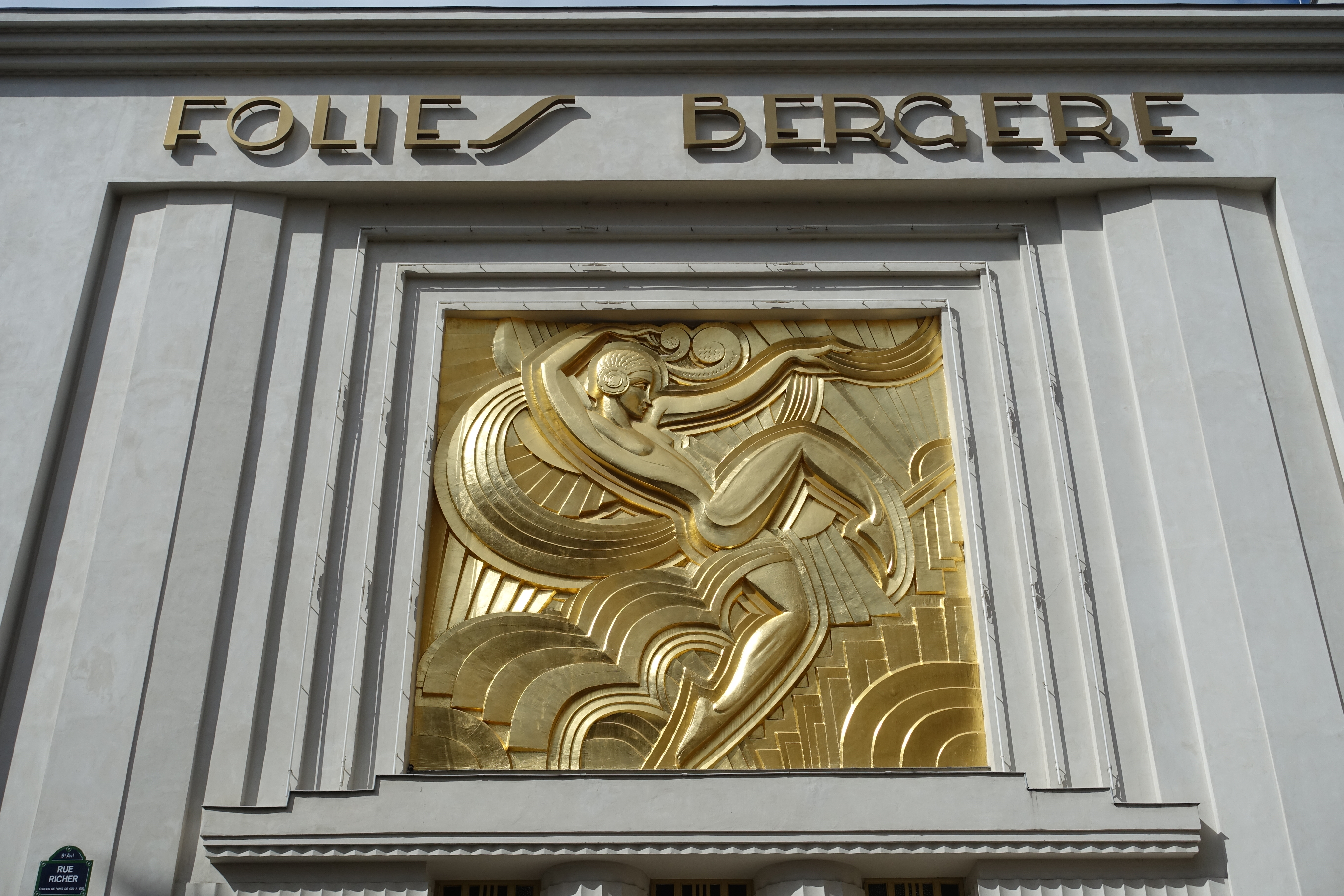
Моделью для барельефа на фасаде работы скульптора Мориса Пико была танцевавшая здесь в 1927 году балерина Елизавета Никольская

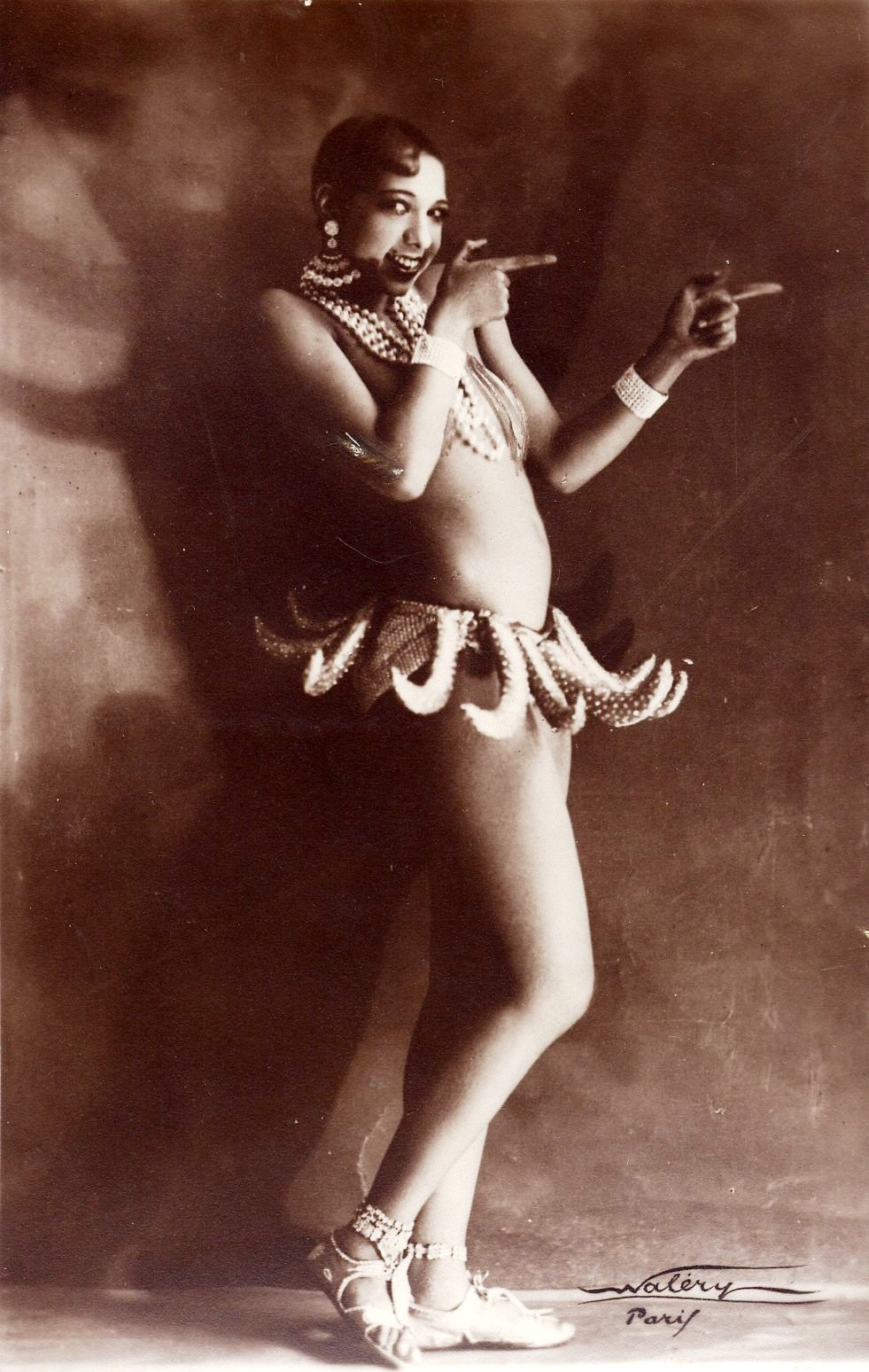
Жозефина Бейкер в банановой юбочке в шоу «Фоли-Бержер» «Un Vent de Folie»

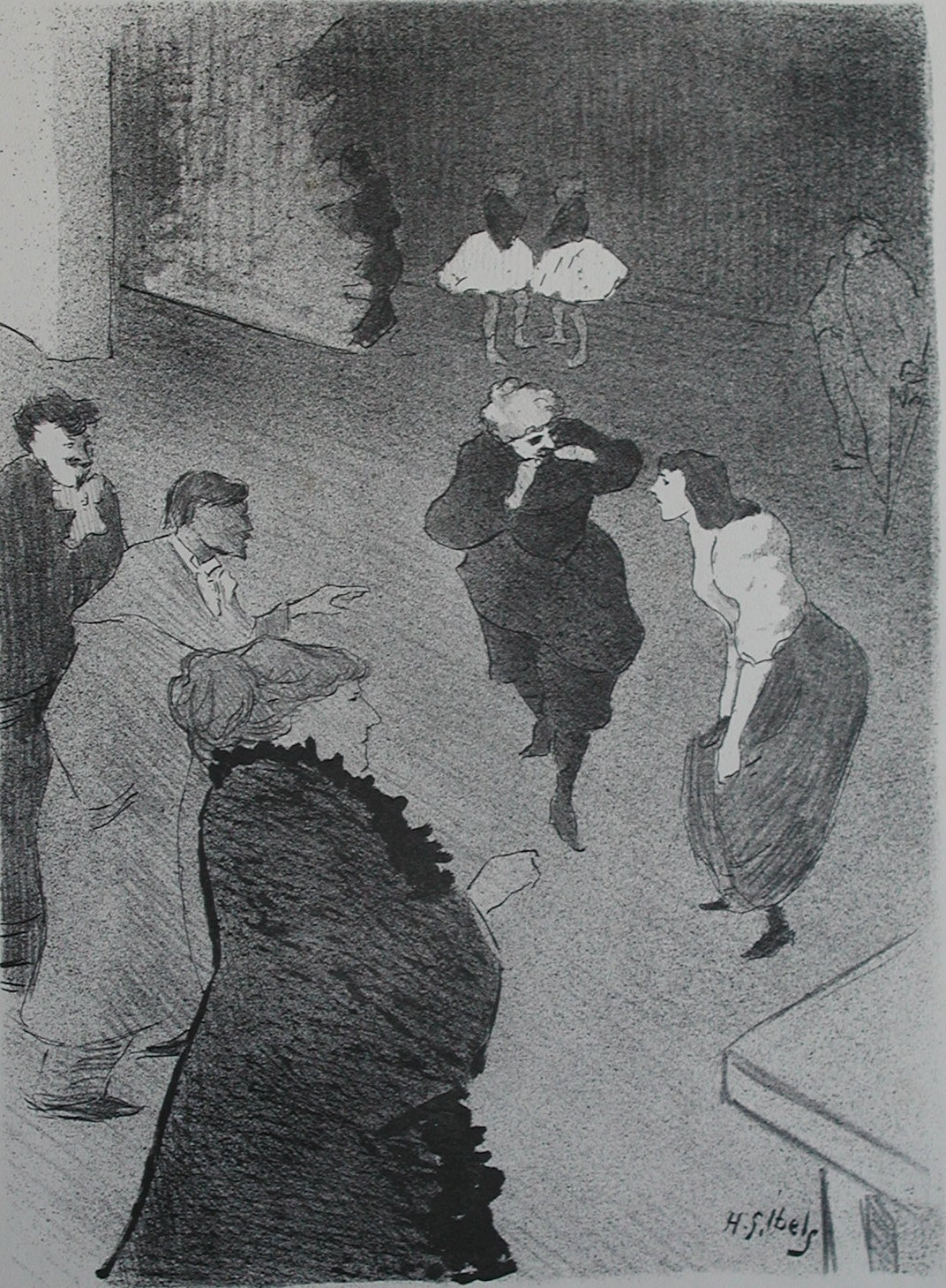
Репетиция в Folies-Bergère
Литография Анри Габриэля Ибельса, 1893

## Известные артисты
- Эллен Андре (1857—1925) — французская актриса и натурщица; выступала в «Фоли-Бержер» в конце XIX столетия
- Кам Хилл — сценический псевдоним Камиля Перье (1856—1935), французского певца, который в 1890-е годы выступал в «Фоли-Бержер»
- Лои Фуллер (1862—1928) — американская актриса и танцовщица; с 1896 года работала в «Фоли-Бержер» танцовщицей
- Лиана де Врис (1865—?) — певица голландского происхождения; в конце XIX века с успехом выступала в «Фоли-Бержер»
- Лина Кавальери (1874—1944) — итальянская эстрадная и оперная певица; в конце XIX столетия пела в «Фоли-Бержер»
- Жанна Авриль; настоящее имя Жанна Бодон (1868—1943) — французская танцовщица и натурщица; в конце XIX столетия танцевала в «Фоли-Бержер», где создала балет L'Arc-en-ciel
- Каролина Отеро или Прекрасная Отеро; настоящее имя Августина Отеро Иглесиас (1868—1965) — французская певица и танцовщица испанского происхождения; танцевала в «Фоли-Бержер»
- Эмильена д’Алансон; настоящее имя Эмили Андре (1869—1945) — французская актриса и танцовщица; в конце XIX столетия выступала в «Фоли-Бержер»
- Эжени Фужер (1870—?) — французская танцовщица и певица; в конце XIX столетия выступала в «Фоли-Бержер»
- Лиана де Пужи; настоящее имя Анна-Мари де Шассень (1869—1950) — французская танцовщица, писательница и куртизанка. Бежала от мужа в Париж, где встретилась с драматургом и либреттистом Анри Мельяком, который влюбился в неё и помог ей устроиться танцовщицей в «Фоли-Бержер» в конце 1880-х годов
- Айседора Дункан (1887?—1927) — американская танцовщица; в 1901 году выступала в «Фоли-Бержер» в составе труппы Лои Фуллер
- Уильям Клод Дьюкенфилд; сценический псевдоним W. C. Fields (1880—1946) — популярный американский жонглёр, фокусник и актёр; в 1908 году был приглашен для выступлений в «Фоли-Бержер»
- Мистенгет или Мистангет; настоящее имя Жанна-Флорентина Буржуа (1875—1956) — французская певица, актриса кино, клоунесса-конферансье; работала в «Фоли-Бержер» с 1911 года
- Клео де Мерод; полное имя Клеопатра Диана де Мерод (1875—1966) — французская танцовщица и натурщица редкой красоты, что сделало ее популярной в среде парижских скульпторов и художников; в конце XIX — начале XX столетия выступала в «Фоли-Бержер»
- Мата Хари; настоящее имя Маргарета Гертруда Зелле (1876—1917) — куртизанка и исполнительница экзотических танцев, подданная Нидерландов; в 1910-х годах выступала в «Фоли-Бержер»
- Морис Шевалье (1888—1972) — французский эстрадный певец, киноактёр; в начале XX столетия пел в дуэте с Мистенгет в «Фоли-Бержер»
- Рене Адоре, урождённая Жанна де ла Фонте (1898—1933) — американская актриса французского происхождения; в 18-летнем возрасте начала выступать в «Фоли-Бержер», где работала один год
- Юлия Седова (1880—1969) — русская артистка балета и педагог-хореограф; в 1920—1921 годах танцевала в «Фоли-Бержер»
- Жан Габен; настоящее имя Жан Алексис Монкорж (1904—1976) — французский актёр театра и кино; в 1923 году дебютировал как артист в «Фоли-Бержер»
- Жозефина Бейкер (1906—1975) — американо-французская танцовщица, певица и актриса; с 1926 года работала в «Фоли-Бержер» танцовщицей
- Елизавета Никольская (1904—1955) — русская балерина, хореограф и педагог балета; с 1927 года работала в «Фоли-Бержер» танцовщицей и хореографом
- Халинка Дорсувна (1908—1993) — польская танцовщица; в конце 1920-х годов работала в «Фоли-Бержер»
- Маргарет Келли (1910—2004) — франко-ирландская танцовщица; в 1930 году выступала в «Фоли-Бержер»; позже работала в парижском кабаре «Лидо», где создала танцевальную группу «Девушки-колокольчики»
- Чарли Чаплин; настоящее имя Чарльз Спенсер (Чарли) Чаплин (1889—1977) — английский киноактёр, кинорежиссёр, сценарист, композитор, продюсер; в 1931 году выступал в «Фоли-Бержер»
- Шарль Трене (1913—2001) — французский певец и автор песен; пел в «Фоли-Бержер»
- Эдит Пиаф; настоящее имя Эдит Джованна Гассьон (1915—1963) — французская певица, актриса театра и кино; во второй половине XX столетия пела в «Фоли-Бержер»
- Элла Фицджеральд (1917—1996) — американская певица, одна из величайших вокалисток эстрады, «первая леди джаза»; во второй половине XX столетия пела в «Фоли-Бержер»
- Нита Рая; настоящее имя Раиса Львовна Гершкович (1915—2015) — французская киноактриса, танцовщица и певица; с конца 1940-х до 1955 года была ведущей танцовщицей в труппе «Фоли-Бержер»
- Марсель 
Марсо; настоящее имя Марсель Манжель (1923—2007) — французский актёр-мим; во второй половине XX столетия выступал с номерами пантомимы в «Фоли-Бержер»
- Шарль Азнавур, при рождении — Шахнур Вахинак Азнавурян (1924—2018) — французский шансонье, композитор, поэт, писатель и актёр армянского происхождения; во второй половине XX столетия пел в «Фоли-Бержер»
- Фернандель; настоящее имя Фернан Жозеф Дезире Контанден (1903—1971) — французский актёр, один из величайших комиков театра и кино; с 1960-х годов выступал в «Фоли-Бержер»
- Фрэнк Синатра (1915—1998) — американский певец, киноактёр, кинорежиссёр, продюсер, шоумен, дирижёр; пел в «Фоли-Бержер»
- Джонни Холлидей, урожденный Жан-Филипп Смет (1943—2017) — французский актер и певец в стиле рок, выступавший в «Фоли-Бержер»
- Элтон Джон; Сэр Элтон Геркулес Джон; имя при рождении в 1947 году Реджиналд Кеннет Дуайт — британский певец, пианист и композитор; выступал в «Фоли-Бержер»

## Галерея

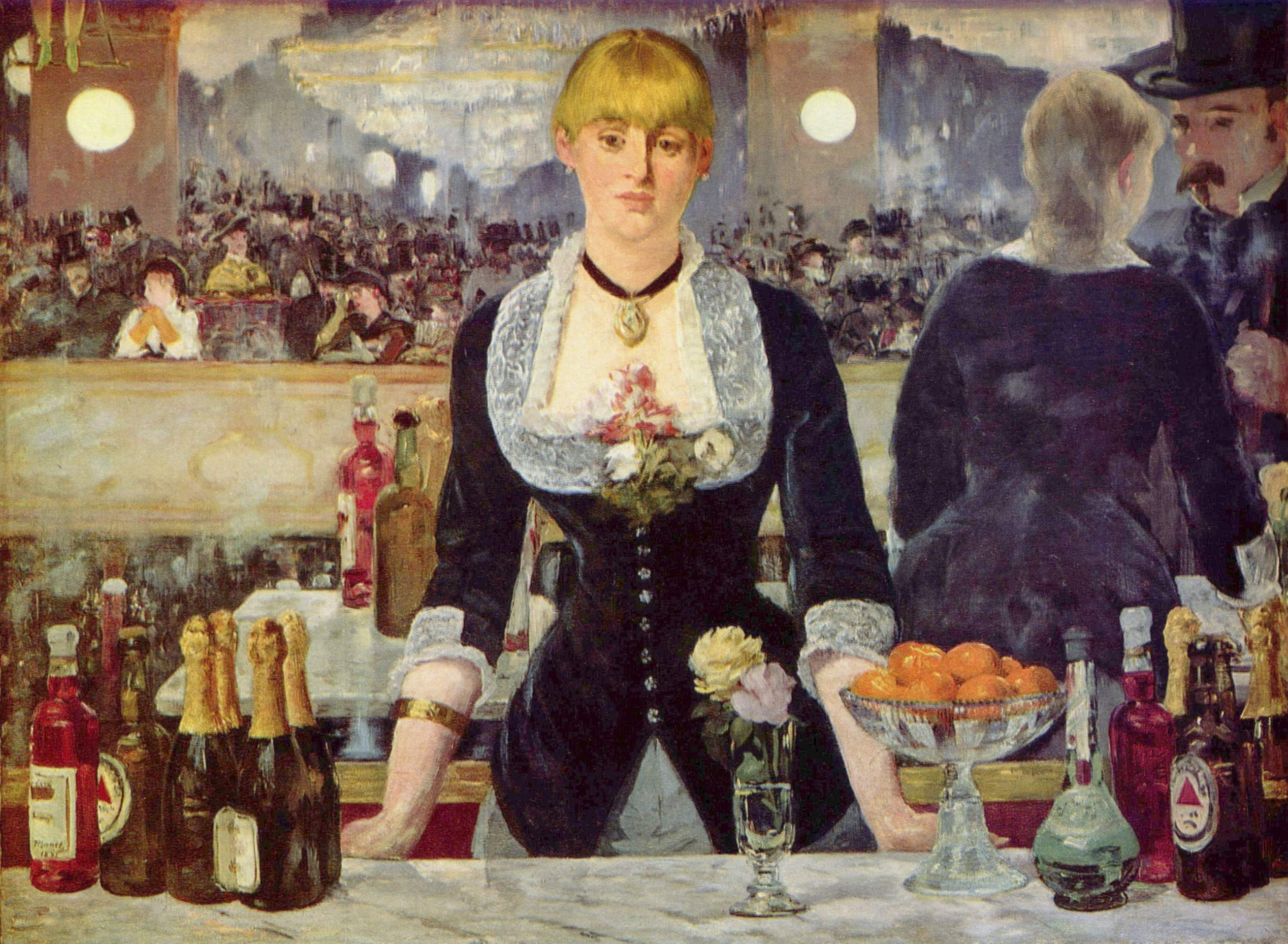
Эдуар Мане. Бар в «Фоли-Бержер». Картина маслом на холсте, 1881-1882. Институт искусства Курто, Лондон
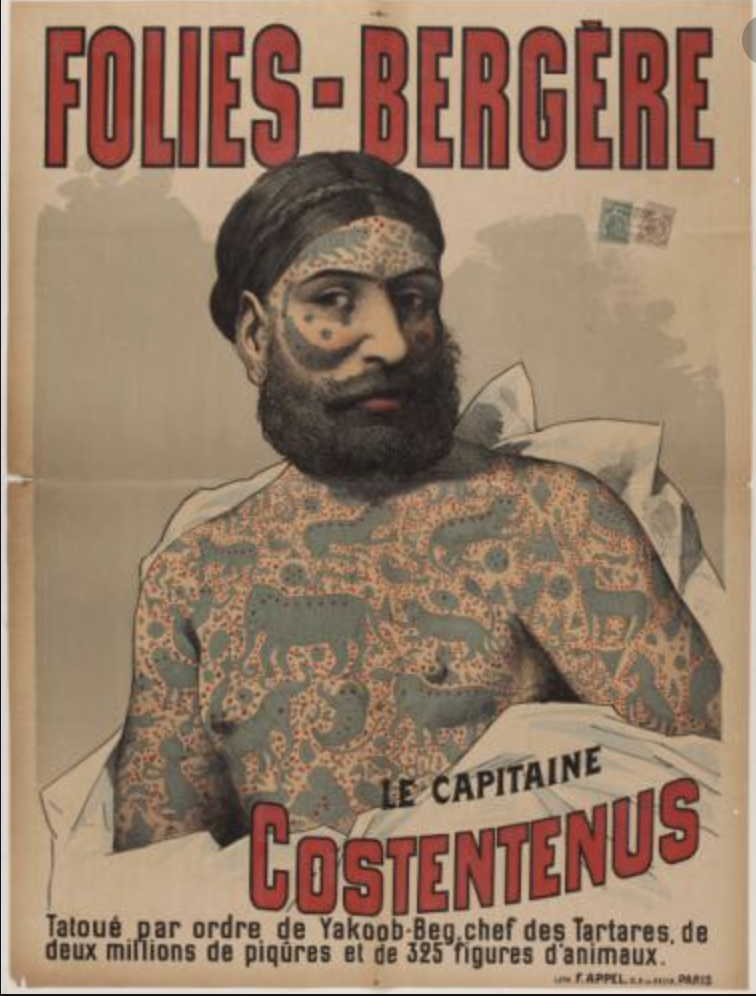
Автор неизвестен. Плакат, рекламирующий выступление Le Capitaine George Costentenus, 1889
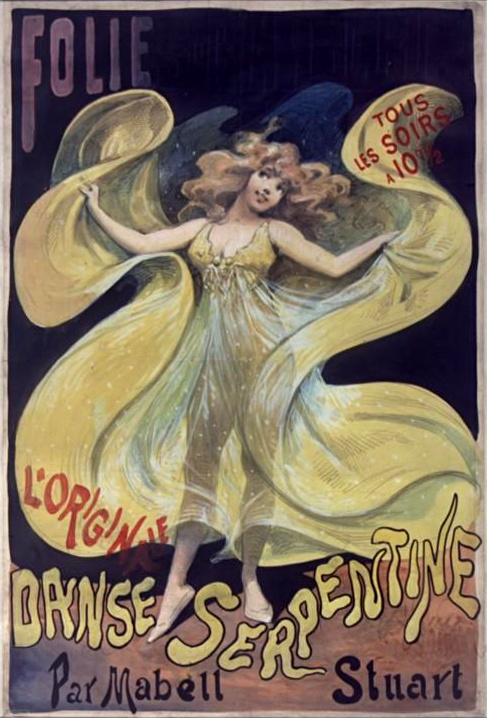
Альфред Шубрак. Рекламный плакат с изображением танцовщицы Mabell Stuart, 1890
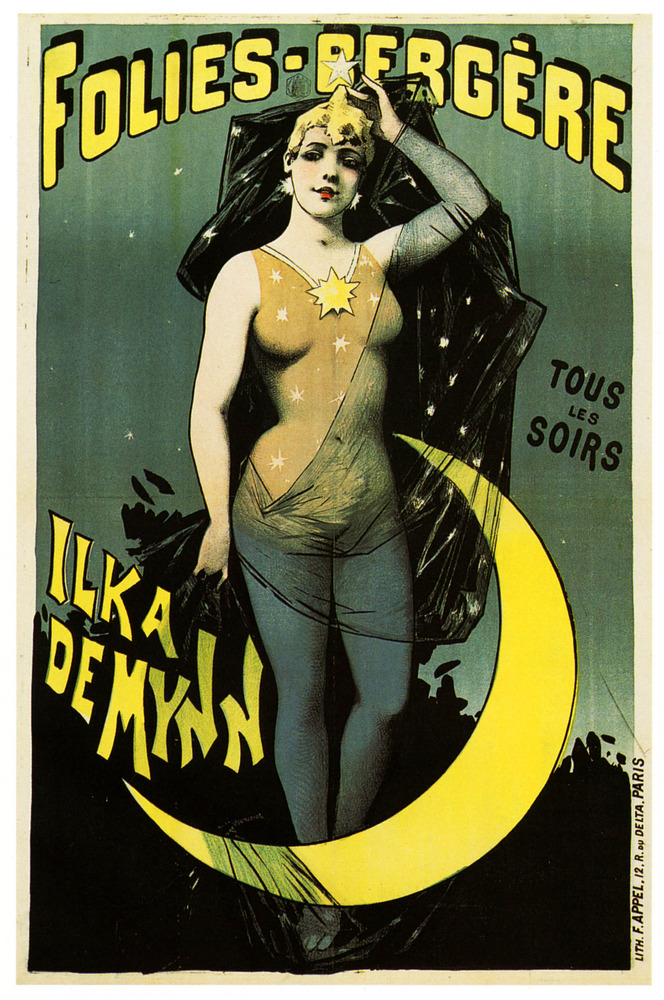
Альфред Шубрак. Рекламный плакат с изображением танцовщицы Ilka de Mynn, 1891
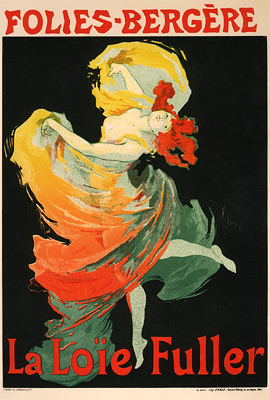
Жюль Шере. Рекламный плакат с изображением танцовщицы Лои Фуллер, 1893
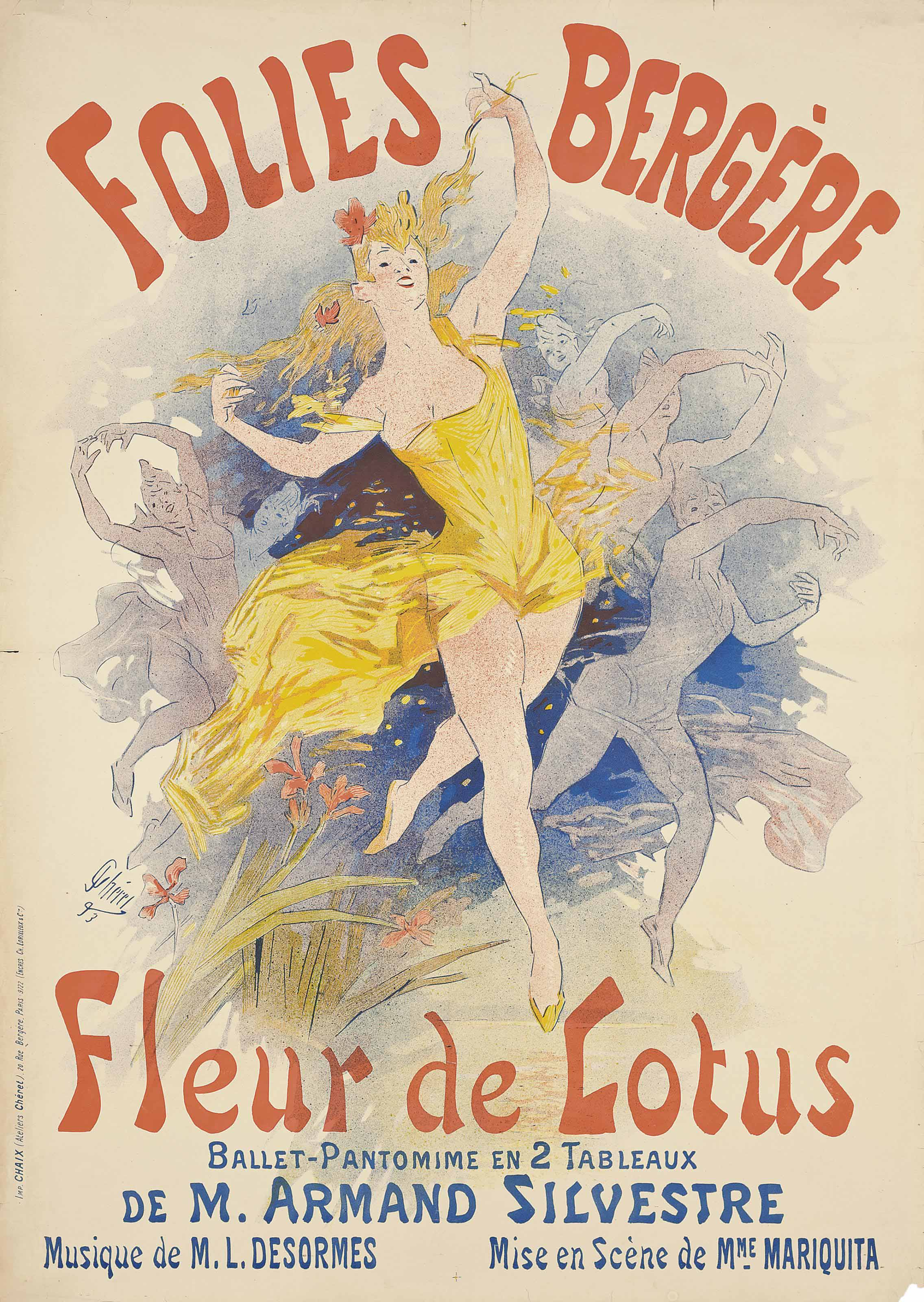
Жюль Шере. Рекламный плакат кабаре «Фоли-Бержер», 1893
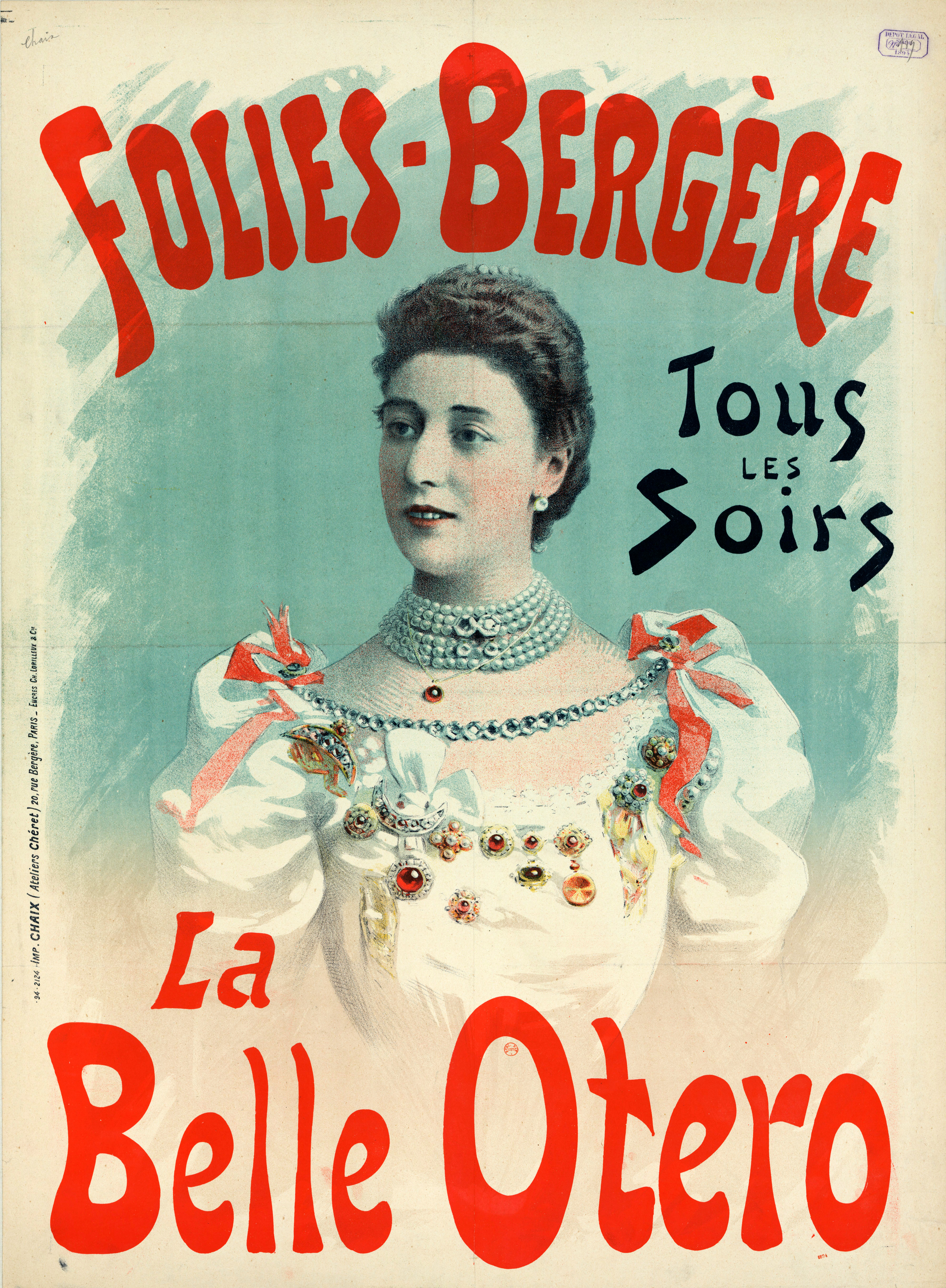
Автор неизвестен. Плакат, рекламирующий выступление Прекрасной Отеро, 1894
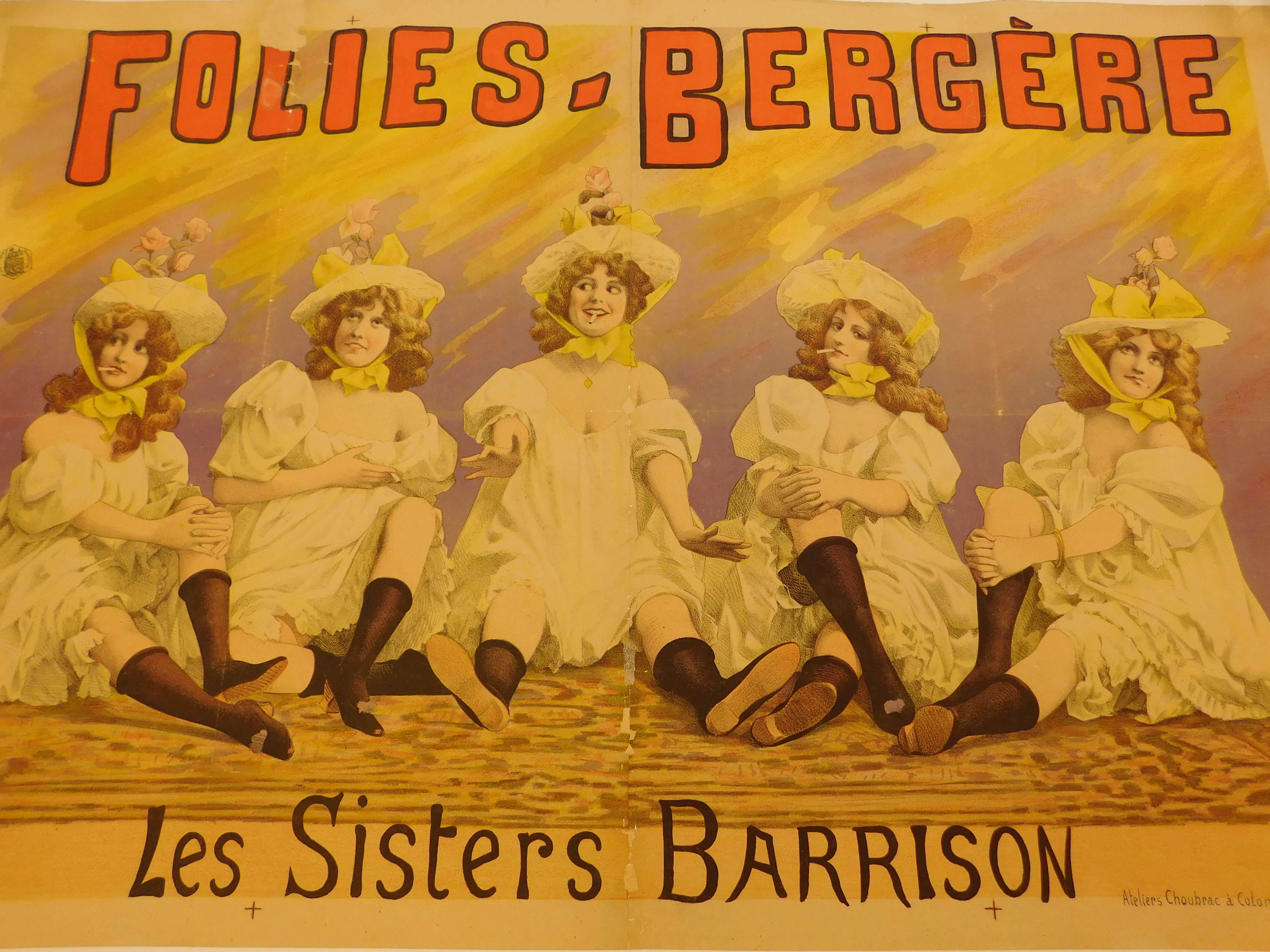
Альфред Шубрак. Реклама выступления сестер Баррисон, около 1895 года
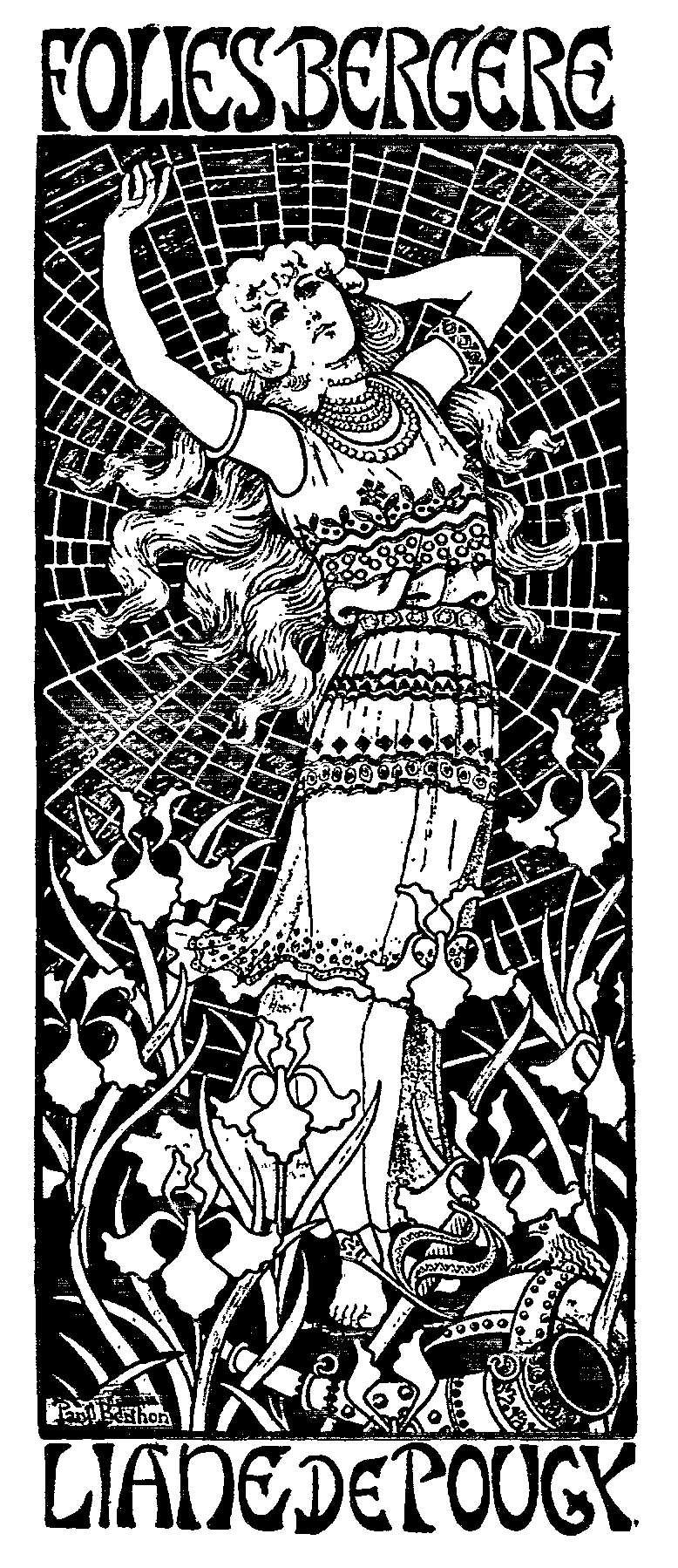
Поль Бертон. Монохромный плакат с изображением Лианы де Пужи, 1896
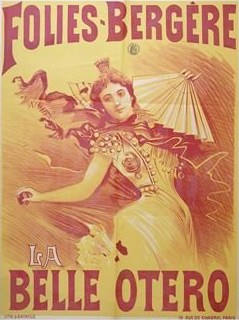
Г. Батай. Плакат, рекламирующий выступление Прекрасной Отеро, 1896
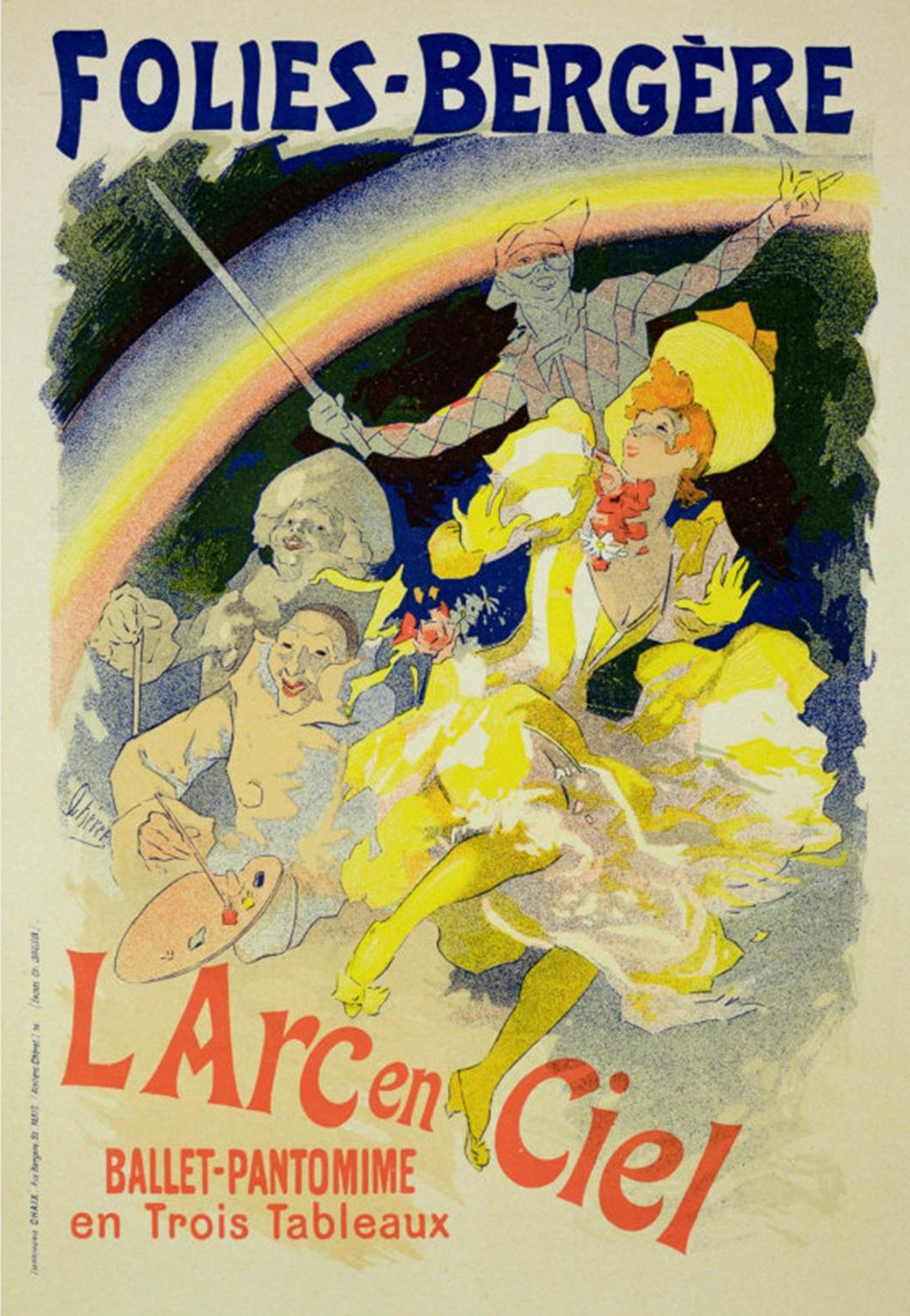
Жюль Шере. Рекламный плакат балета-пантомимы L'arc en ciel, 1896
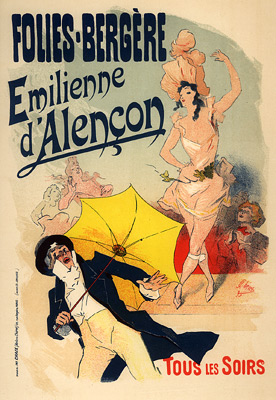
Жюль Шере. Рекламный плакат с изображением танцовщицы Эмильены д’Алансон, между 1896 и 1900
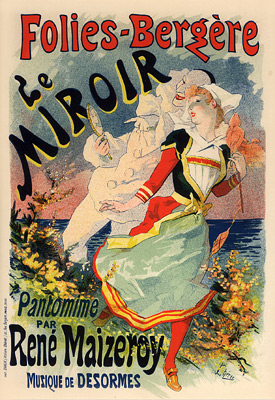
Жюль Шере. Плакат, рекламирующий выступление Le Miroir, 1896-1900
Жан Палеолог. Рекламный плакат с изображением танцовщицы Лои Фуллер, 1897
Жюль Шере. Рекламный плакат с изображением танцовщицы Лои Фуллер, 1897
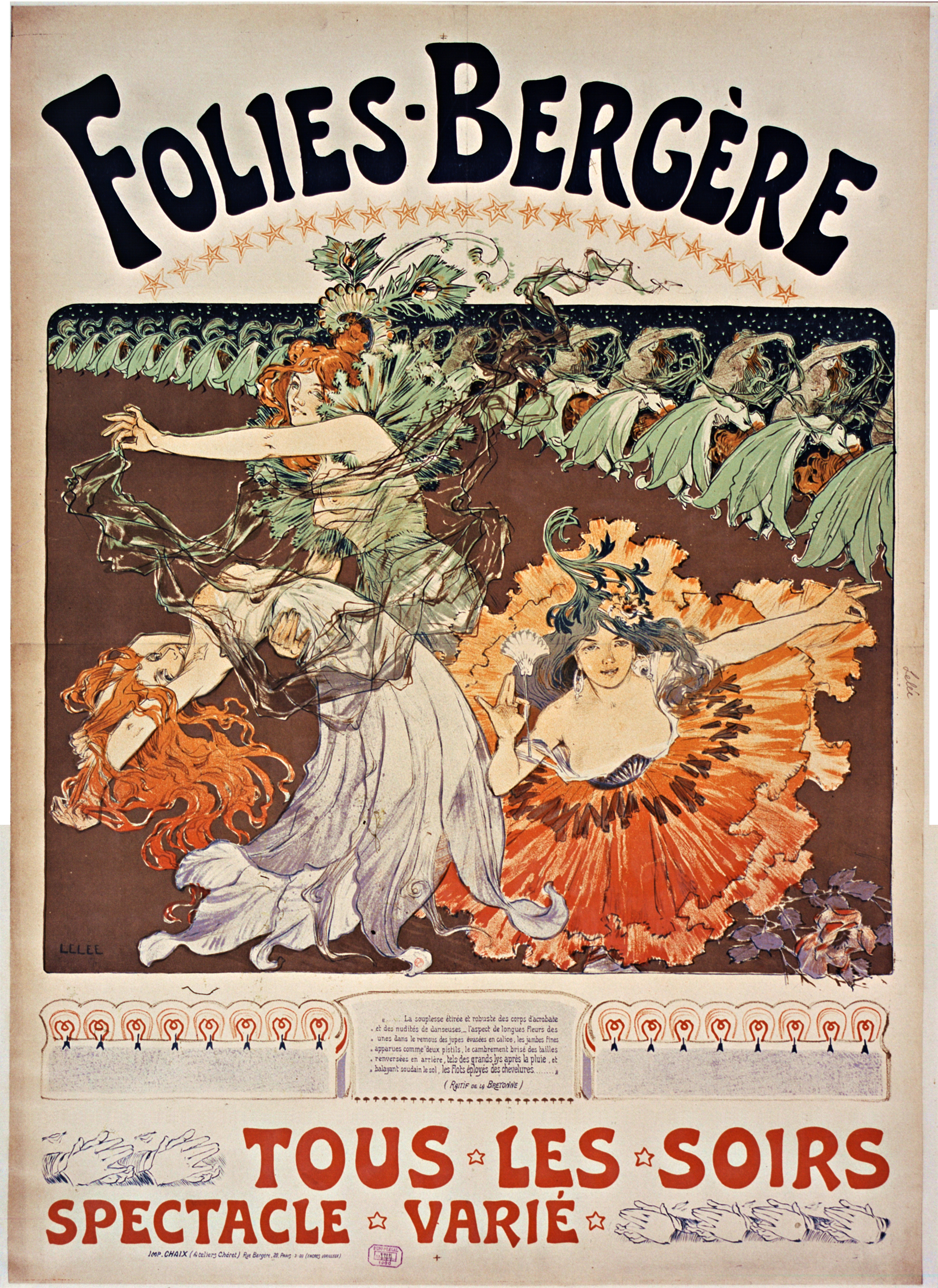
Рекламный плакат с изображением танцовщицы Lelee, 1900
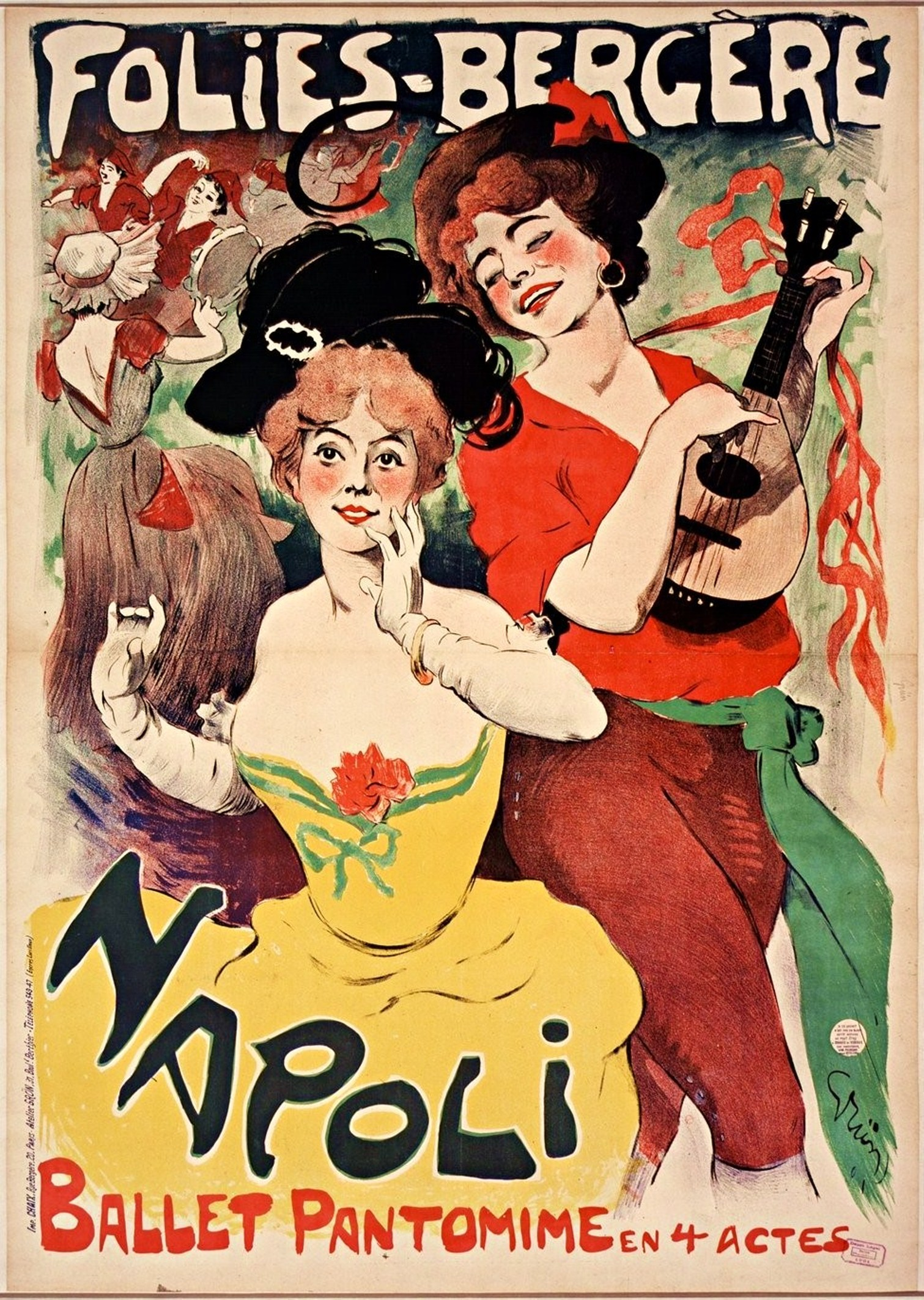
Жюль-Александр Грюн. Рекламный плакат с изображением актрисы Амели Дитерль, 1901
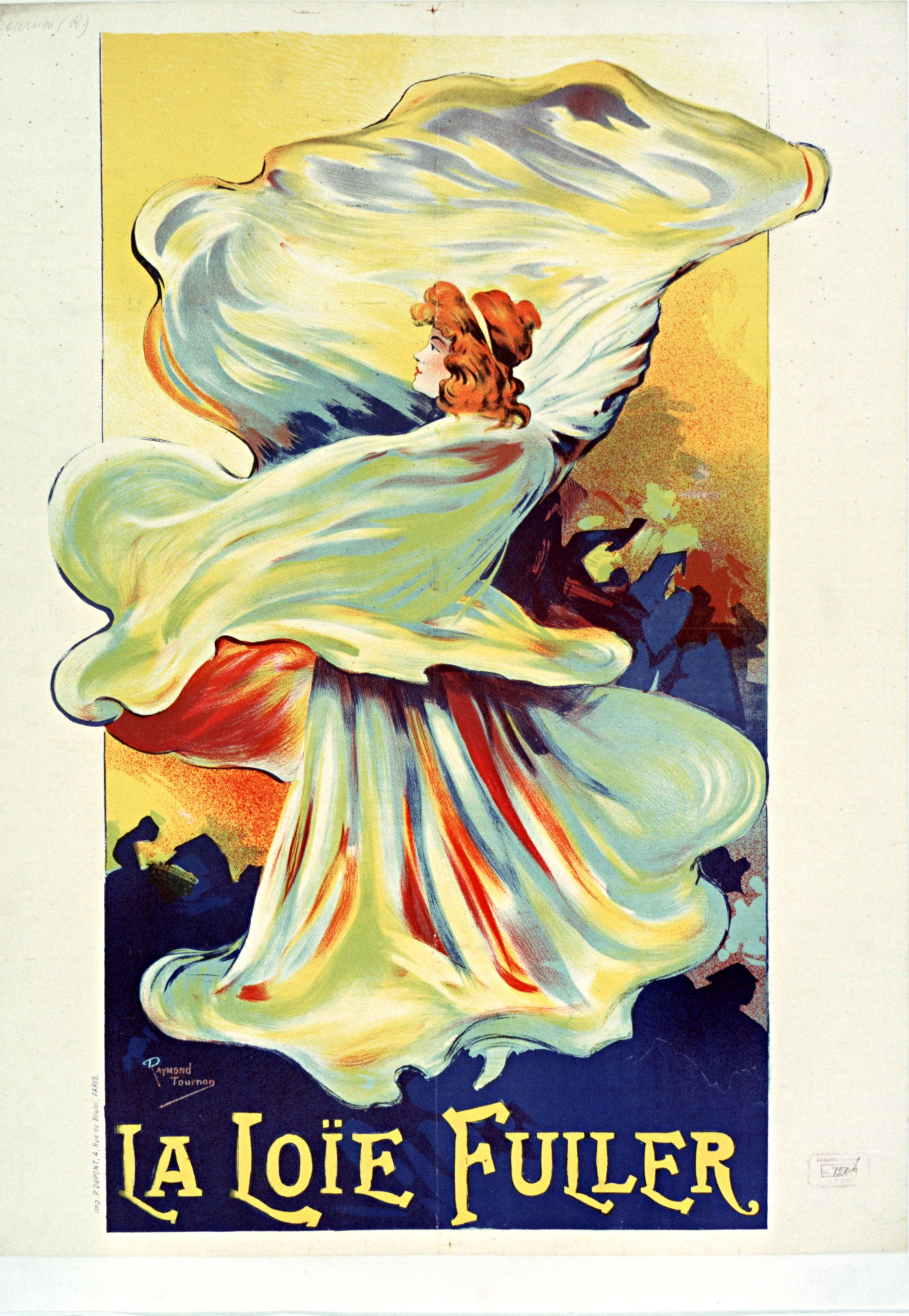
Раймонд Тюрно. Рекламный плакат с изображением танцовщицы Лои Фуллер, 1901
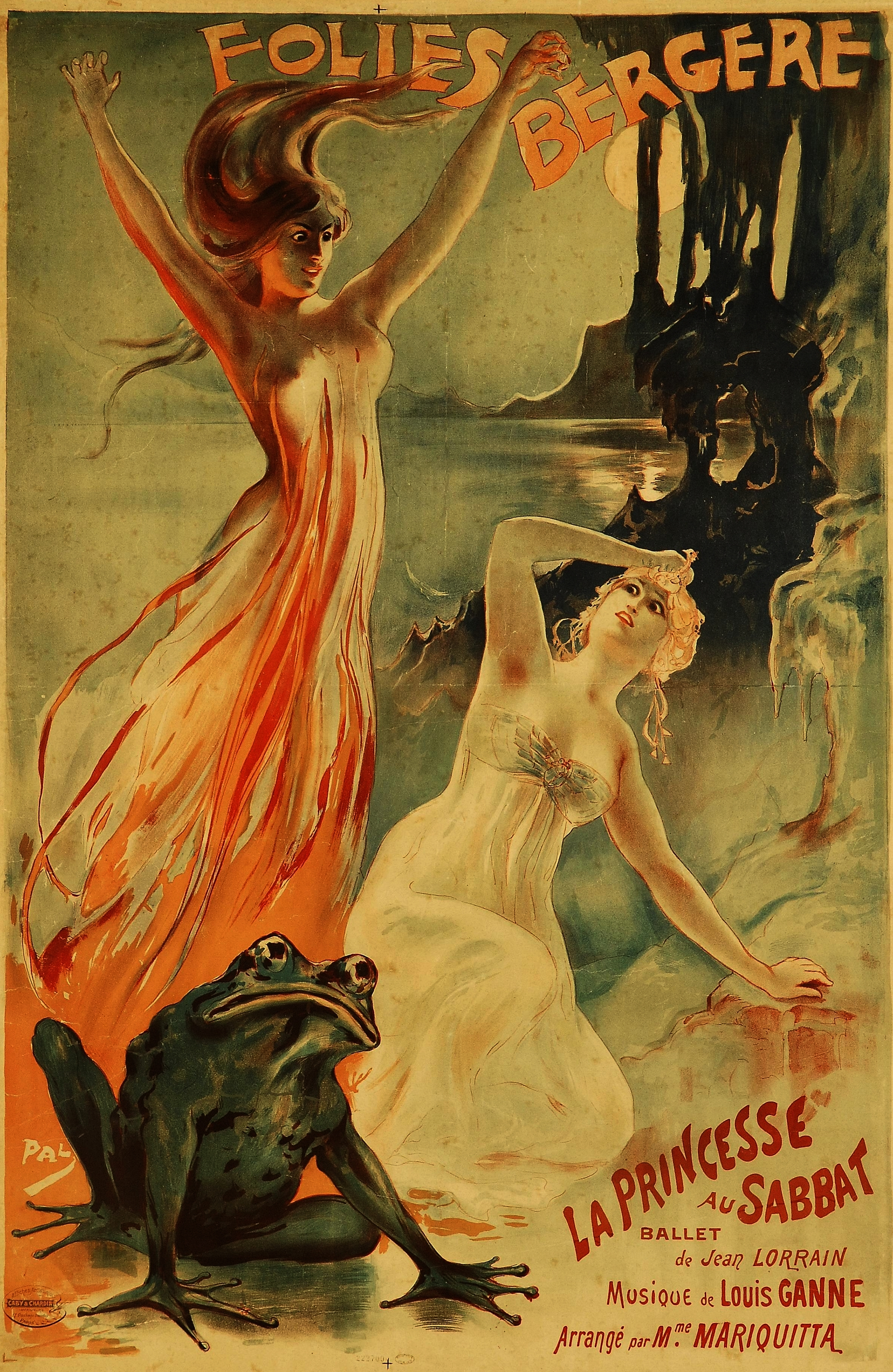
Автор неизвестен. Рекламный плакат представления La princess au sabbat, 1902
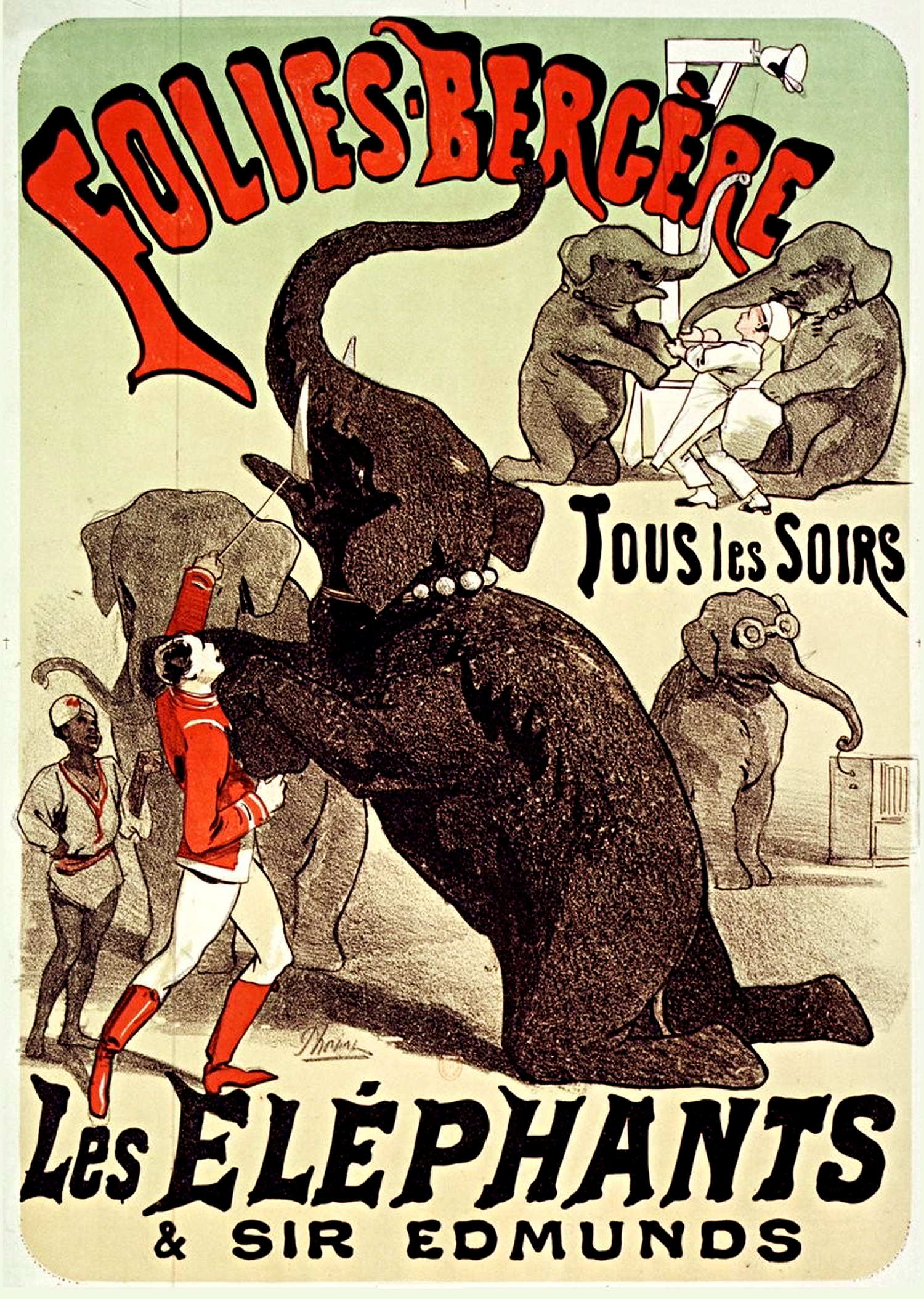
Рекламный плакат представления Les Elephants & Sir Edmunds, 1904
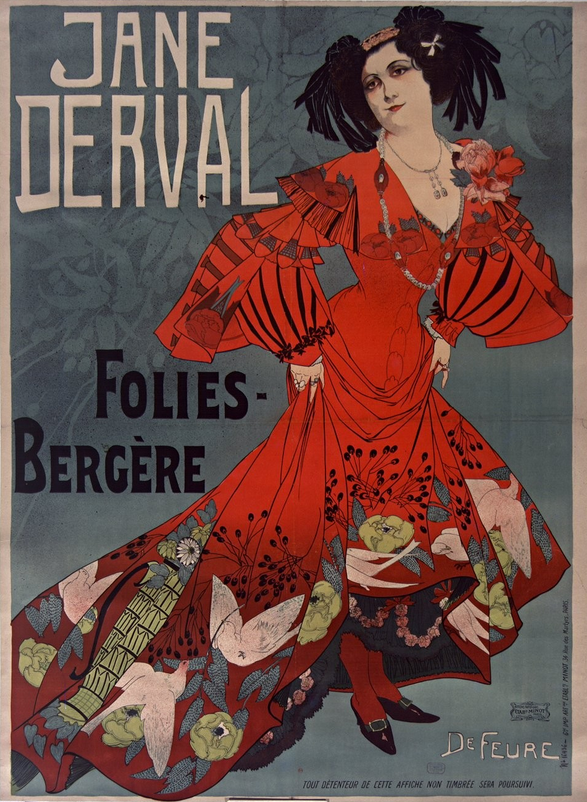
Жорж де Фьер. Рекламный плакат с изображением танцовщицы Jane Derval, 1904
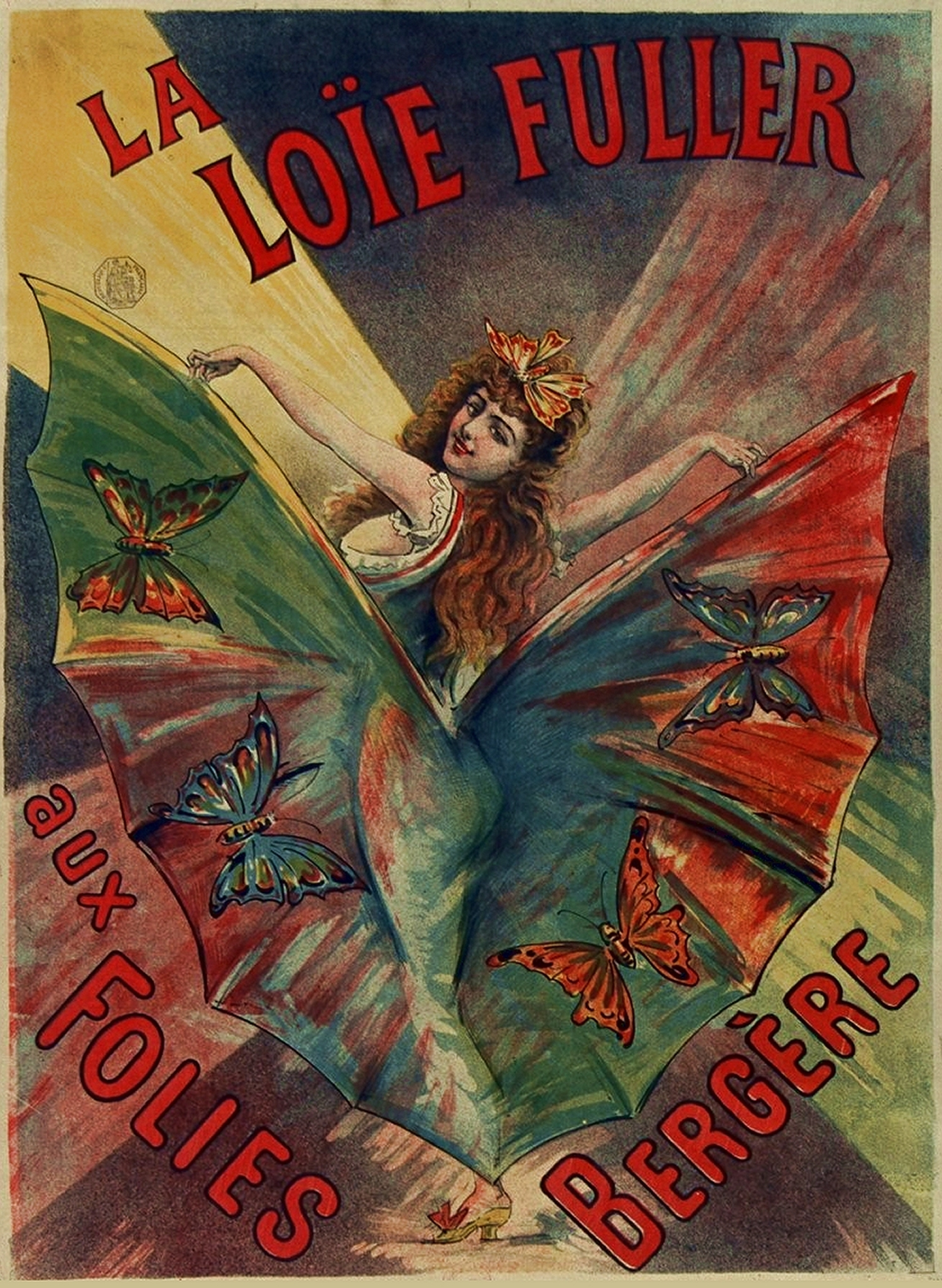
Неизвестный автор. Рекламный плакат с изображением танцовщицы Лои Фуллер, 1910
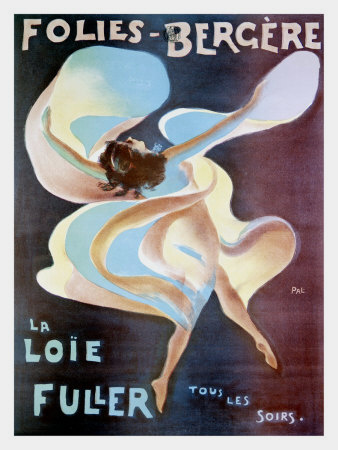
Жан Палеолог. Рекламный плакат с изображением танцовщицы Лои Фуллер
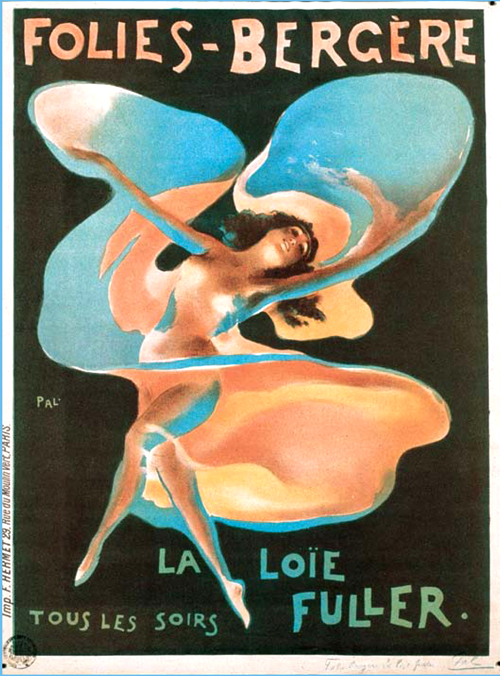
Жан Палеолог. Рекламный плакат с изображением танцовщицы Лои Фуллер
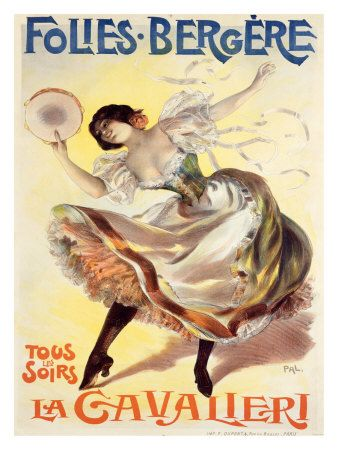
Жан Палеолог. Рекламный плакат с изображением танцовщицы Лины Кавальери

## В искусстве

### В балете
- В 1934 году хореаграф Нинет де Валуа, поставила балет «Бар в Фоли-Бержер».

### В кинематографе
- «Folies Bergère de Paris» — художественный фильм, снятый режиссером Руа дель Рут в 1936 году.
- «Танцовщица» — франко-бельгийско-чешский художественный фильм-драма, байопик на основе биографии американской танцовщицы Лои Фуллер, снятый режиссером Стефани ди Джусту в 2016 году.

### на французском языке
- Chadych, Danièle et Picas, Samuel, Paris en remontant le temps: ce qu'il y avait avant le Sacré-Cœur, l'Arc de triomphe, l'Opéra-Garnier, la tour Eiffel, le Centre Pompidou, Parigramme, Paris 2016, 156 pages, ill., ISBN 978-2-8409-6987-7
- Pessis, Jacques et Crepineau, Jacques, Les Folies Bergère, Fixot 1996, 216 pages, ill., ISBN 978-2-8764-5091-2
- Webb, Catherine: Backstage; Folies (Bergère), Paris 1985-1992, Catherine Webb 2024, 176 pages, ill., ISBN 978-1-0415-3195-0